# Le Frêche
Frêche – miejscowość i gmina we Francji, w regionie Nowa Akwitania, w departamencie Landy.
Według danych na rok 1990 gminę zamieszkiwały 392 osoby, a gęstość zaludnienia wynosiła 17 osób/km² (wśród 2290 gmin Akwitanii Frêche plasuje się na 799. miejscu pod względem liczby ludności, natomiast pod względem powierzchni na miejscu 430.).